# Gelis dendrolimi
Gelis dendrolimi är en stekelart som först beskrevs av Matsumura 1926.  Gelis dendrolimi ingår i släktet Gelis och familjen brokparasitsteklar. Inga underarter finns listade i Catalogue of Life.